# Superacido
Un superacido, così definito perché in grado di protonare quasi tutti i composti organici, può essere definito come un acido con acidità maggiore di quella dell'acido solforico puro. Alcuni superacidi semplici includono l'acido trifluorometansolfonico ({\displaystyle {\ce {CF3SO3H}}}), meglio conosciuto come acido triflico  o l'acido fluorosolforico ({\displaystyle {\ce {FSO3H}}}), entrambi circa mille volte più acidi di quello solforico. In molti casi, il superacido non è un composto singolo, ma piuttosto un complesso di molti composti così combinati per ottenere l'alta acidità. 
Il termine superacido è stato coniato da James Bryant Conant nel 1927 nel classificare gli acidi più forti degli acidi minerali convenzionali. George A. Olah ha vinto il premio Nobel per la chimica nel 1994 per le sue indagini intorno ai superacidi ed il loro uso nella diretta osservazione dei carbocationi. 
Il cosiddetto acido magico di Olah è stato così nominato per la sua stupefacente capacità nel dissolvere la cera della candela. L'acido magico è una miscela del pentafluoruro di antimonio (acido di Lewis, {\displaystyle {\ce {SbF5}}}) e dell'acido fluorosolforico (un acido di Brønsted-Lowry). Il più forte sistema di superacido conosciuto, denominato acido fluoroantimonico, è una miscela di pentafluoruro di antimonio e di acido fluoridrico. In questo sistema, l'acido fluoridrico libera il protone ({\displaystyle {\ce {H+}}}) e la base coniugata ({\displaystyle {\ce {F-}}}) è efficacemente sequestrata, formando un legame coordinato forte con il pentafluoruro fluorofilo di antimonio. Il risultato del legame coordinato è un grande anione ottaedrico inorganico ({\displaystyle {\ce {SbF6^-}}}), che è una base molto debole e quasi per niente nucleofila. 
Esempio di reazione che produce un superacido è la seguente:
{\displaystyle {\ce {2HF + SbF5 -> H2F+ + SbF6-}}}
Il superacido più forte al mondo attualmente conosciuto è l'Acido fluoroantimonico.